# Daniel Hadorn
Pour les articles homonymes, voir Hadorn.
Daniel Hadorn, né le 3 août 1961 à Bienne, en Suisse et mort le 7 octobre 2014 à Lucerne[réf. souhaitée], est un avocat suisse ayant travaillé pour la Fédération suisse des sourds. Il est le seul[Quand ?] avocat sourd suisse et lutte pour l'égalité des droits, la reconnaissance de la langue des signes et le bilinguisme précoce dans l'éducation des personnes sourdes et malentendantes pour la Suisse,.

## Biographie
Daniel Hadorn nait le 3 août 1961 à Bienne. À 5 ans, il est victime d'une méningite qui le rend sourd.
Il obtient un diplôme à l'université de Berne. Il travaille de 1988 à 1993 comme juriste à la Caisse Suisse de compensation à Genève, où il apprend le français. Il part ensuite pour Lucerne comme greffier au Tribunal fédéral des assurances ; c'est là qu'il apprend la langue des signes. Le 1er juin 2007, il est engagé au service juridique de la fédération suisse des sourds où l'entretien et des conseils sur des problèmes juridiques des sourds sont gratuits pour aider les sourds.
La maladie l'emporte dans la soirée du 7 octobre 2014. À la suite de sa mort, la Fédération suisse des sourds déclare : « En ces jours de deuil, il ne fait aucun doute que la communauté des sourds a perdu un grand homme qui restera irremplaçable ».

## Carrière aux échecs
Daniel Hadorn est passionné d'échecs et il est cofondateur de la Fédération Suisse des Échecs des Sourds[réf. souhaitée]. Il participe à plusieurs championnats mondiaux d'échecs des sourds : en 1980 à Amsterdam, en 1984 à Washington, en 1988 à Stockholm, en 1992 à Édimbourg et en 2008 à Saint-Gall. Il est champion mondial d'échecs des sourds en 1988 à Stockholm et est élu Grand maître des échecs en 1990 par le Comité international d'échecs des sourds (ICCD). D'après le Comité international d'échecs des sourds, Daniel a joué 119 parties : 53 victoires, 39 nulles, 27 défaites.